# Fàbrica Tort
La Fàbrica Tort és una obra de Sabadell (Vallès Occidental) protegida com a Bé Cultural d'Interès Local.

## Descripció
Conjunt fabril format per dues naus paral·leles amb un pati estret entre elles, i dues de crugia perpendicular a les anteriors. La nau cantonera té planta baixa i dos pisos. Anteriorment havia existit una altra nau en la parcel·la veïna a nord-oest, que actualment es troba desocupada. Es tracta d'una de les primeres fàbriques sabadellenques que incorporà l'electricitat. El model original de fàbrica de pisos de dues plantes s'alterà posteriorment, amb la voluntat de guanyar espai productiu esdevenint l'actual distribució de planta baixa i dos pisos.
Les façanes de les naus compten amb un ritme regular de finestres d'arc rebaixat. Els testers també tenen una disposició simètrica de finestres d'arc rebaixat.